# Acura CDX
Acura CDX — субкомпактный люксовый кроссовер производства Acura.

## Описание
Acura CDX дебютировал в апреле 2016 года на Пекинском автосалоне. Продажи начались в июле 2016 года в Китае.
После выпуска CDX планировался как модель для внутреннего рынка Китая, поскольку компания Acura объявила, что не планирует выпускать его в Северной Америке.  По словам Джона Икеды, вице-президента концерна Acura USA, рассматривалась возможность продавать CDX в Соединённых Штатах, но в итоге этого так и не произошло.
В 2020 году был выпущен вариант CDX A-Spec, отличающийся более агрессивным дизайном, затемнённой пластиковой отделкой, двухцветными зеркалами заднего вида и уникальными 18-дюймовыми колёсными дисками.
В апреле 2022 года Acura CDX был снят с производства, поскольку было объявлено о прекращении продаж Acura в Северной Америке.

## Технические характеристики
Acura CDX, выпущенный на базе Honda HR-V, имеет переднюю подвеску Макферсона и заднюю торсионную подвеску. Также автомобиль оснащён электронно регулируемым адаптивным демпфированием, которое аналогично Civic Type R.
Acura CDX оснащён 1,5-литровым двигателем мощностью 134 кВт (180 л. с.) в паре с восьмиступенчатой трансмиссией с двумя сцеплениями. Привод — передний или полный.
Разгон до 100 км/ч у переднеприводного автомобиля составляет 8,6 секунд, а у полноприводного — 9,7 секунд. Максимальная скорость ограничена до 210 км/ч.

## Галерея

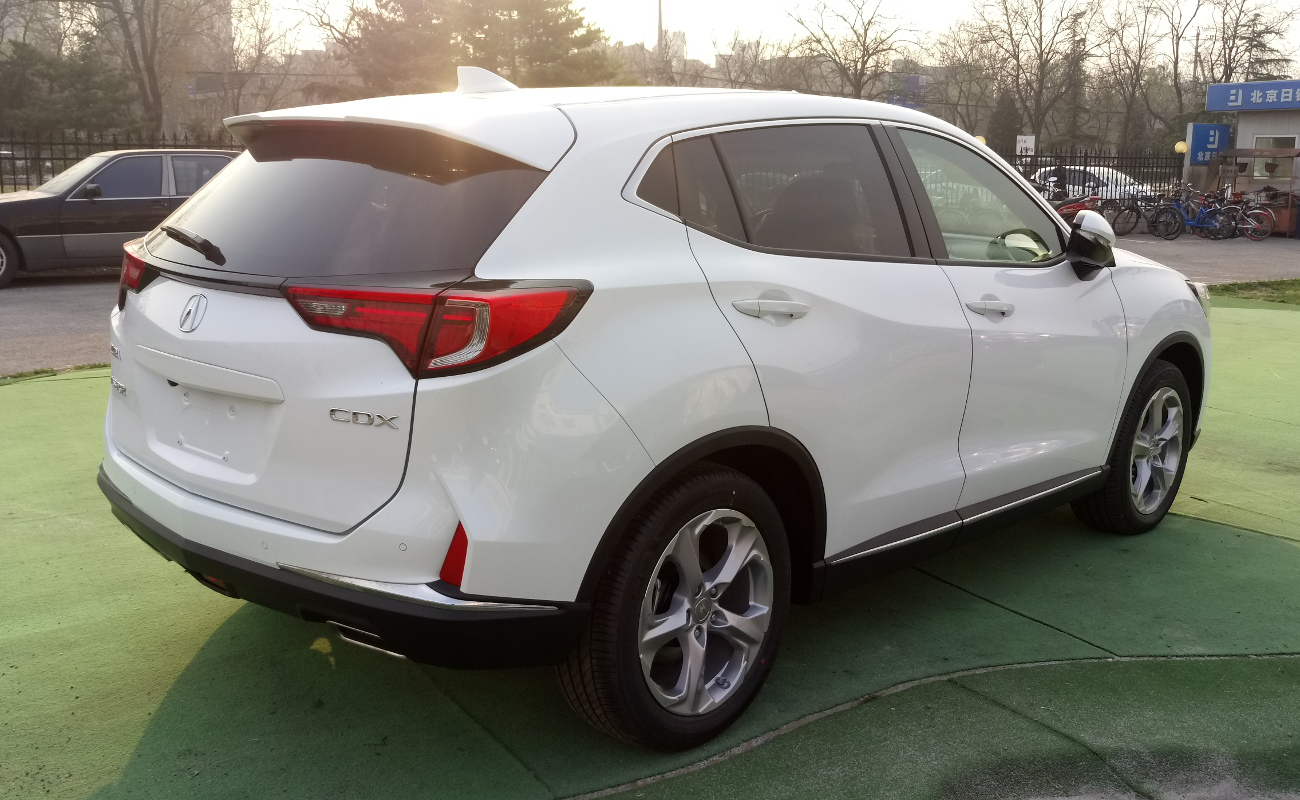
Вид сзади
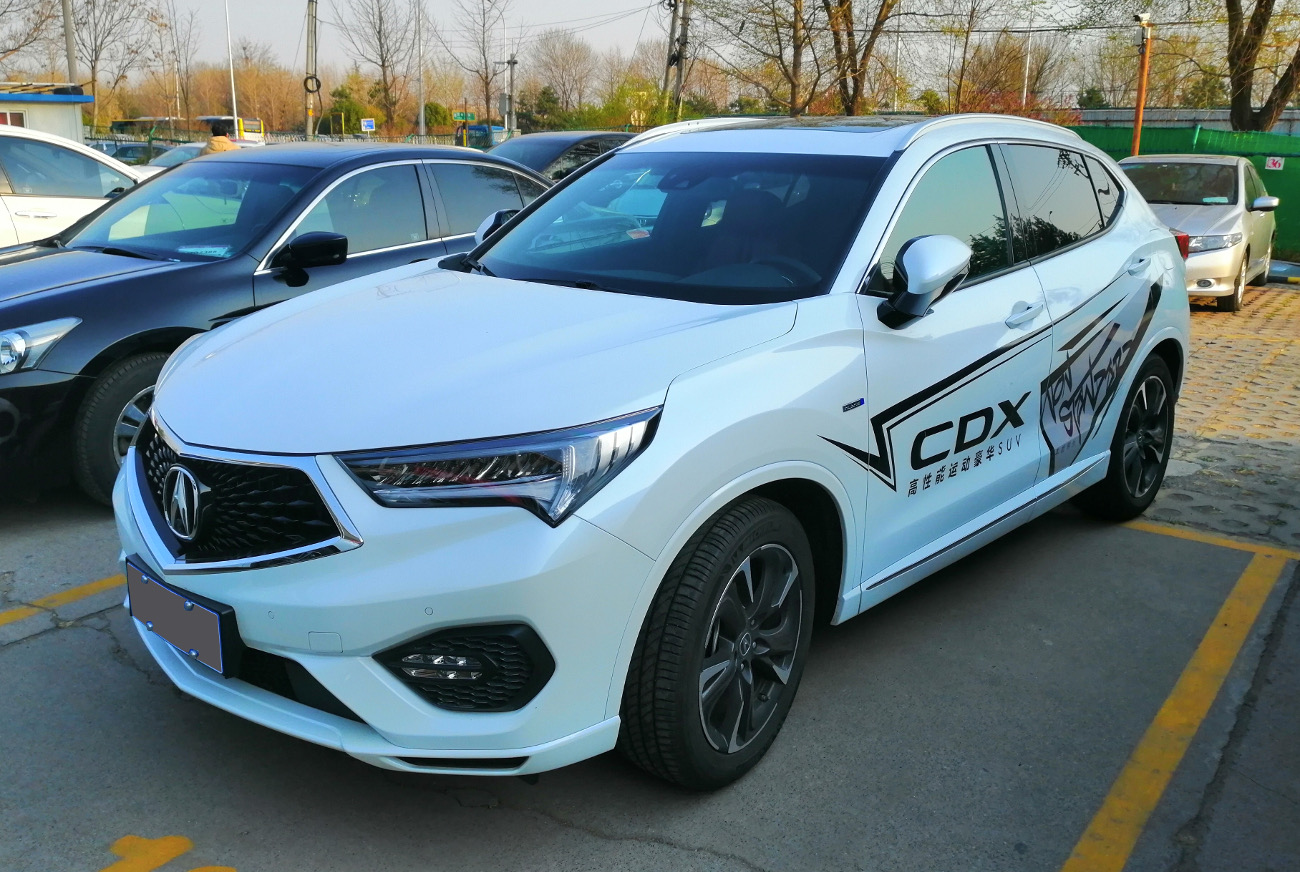
Acura CDX Hybrid
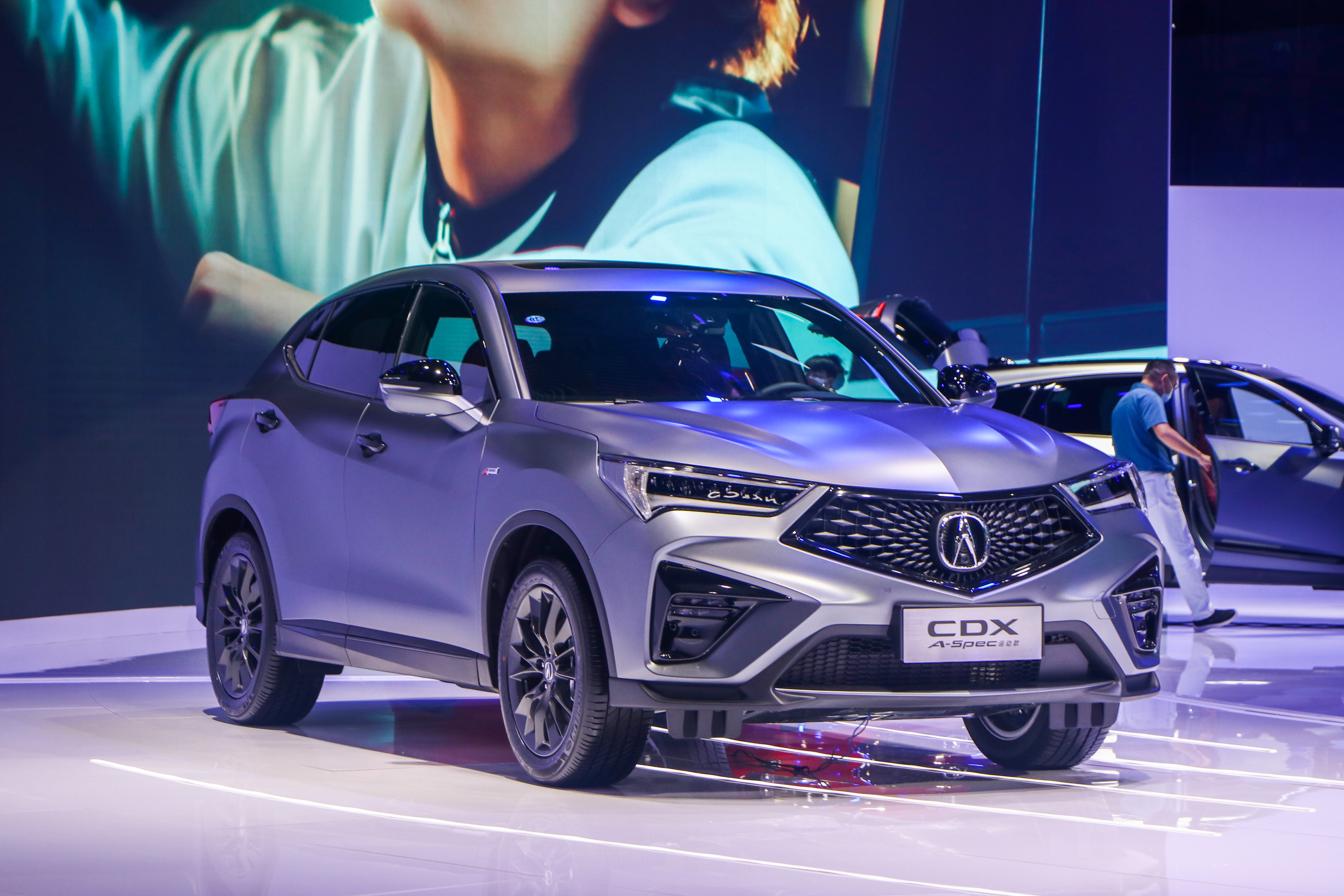
CDX A-Spec

## Продажи
| Год  | Продано |
| ---- | ------- |
| 2016 | 6,842   |
| 2017 | 14,111  |
| 2018 | 5,188   |
| 2019 | 6,773   |
| 2020 | 5,388   |
| 2021 | 2,810   |
| 2022 | 712     |